# 久住町大字栢木
久住町大字栢木（くじゅうまちおおあざかやぎ）は、大分県竹田市の大字。旧直入郡都野村大字栢木、直入郡久住都町大字栢木、直入郡久住町大字栢木。郵便番号は878-0204。

## 地理
竹田市の北西部、旧久住町の中部に位置する。
字域には玖珠郡九重町、熊本県阿蘇郡南小国町方面や直入方面に伸びるぐるっとくじゅう周遊道路と、豊後大野市朝地方面に伸びる大分県道412号久住高原野津原線、久住町大字久住方面に伸びる大分県道30号庄内久住線が交わる。
1955年に旧々・久住町と合併し久住都町となる前の旧・都野村の中心地域である。
字中西部には2面のラグビーコートを備える久住スポーツ研修センターが所在し、大型連休になると全国各地から高校ラグビーの強豪校が合宿に集まる。

## 歴史
1889年4月1日 - 町村制施行に伴い、旧・久住町の町域にあたる久住村、都野村が発足。都野村の大字となる。
1955年3月20日 - 都野村が、隣接する直入郡久住町と合併し新たに久住都町が発足、久住都町の大字となる。
2005年4月1日 - 久住町が旧・竹田市、直入郡荻町、直入町と合併し、新しい竹田市となる。これに伴い大字栢木は久住町大字栢木に名称変更。

## 交通
- ぐるっとくじゅう周遊道路
- 大分県道412号久住高原野津原線
- 大分県道30号庄内久住線

## 施設

### 公共
- 久住スポーツ研修センター
- 竹田警察署 都野警察官駐在所[4]

### 神社
- 天満社

### 教育
- 竹田市立都野小学校

- 大分県立久住高原農業高等学校